# Krajowa Wspólnota Samorządowa
Krajowa Wspólnota Samorządowa (KWS) – komitet wyborczy wyborców startujący w wyborach samorządowych w 2010.

## Historia
KWS została utworzona z inicjatywy powstałego w 2001 stowarzyszenia Mazowiecka Wspólnota Samorządowa (w wyborach w 2002 było ono częścią ogólnopolskiej Inicjatywy Społecznej Wspólnota Samorządowa, z list której w części województw startowali kandydaci związani wcześniej z Akcją Wyborczą Solidarność; w wyborach w 2006 MWS startowała jako Wspólnota Samorządowa Województwa Mazowieckiego). KWS stawiała sobie za cel odpartyjnienie samorządów, w związku z czym związane z nią były głównie osoby bezpartyjne, jednak z list KWS startowali także członkowie niewielkich partii. Z KWS współpracował niezależny poseł Ludwik Dorn. Pełnomocnikiem wyborczym KWS był prezes MWS Konrad Rytel, a koordynatorem wyborczym jeden z wiceprezesów MWS, były poseł AWS Mariusz Ambroziak. KWS wystartowała w 10 z 16 województw, w tym w 9 do sejmików, gdzie często wystawiali listy jedynie w niektórych okręgach. Kandydaci KWS startowali w niektórych miejscach (głównie na Mazowszu) także do rad powiatowych i gminnych. Na terenie Warszawy środowisko to reprezentowane było przez Warszawską Wspólnotę Samorządową Piotra Guziała (komitety startujące do rad dzielnic nosiły różne nazwy; z WWS współpracowały m.in. partie – Stronnictwo Demokratyczne czy Socjaldemokracja Polska). Także w wielu powiatach województwa mazowieckiego komitety związane z KWS startowały pod własnymi nazwami.
Z list KWS startowali m.in.: w wyborach do sejmiku kujawsko-pomorskiego przedstawiciele Prawicy Rzeczypospolitej, do sejmiku łódzkiego Mieczysław Pawlak (były poseł PSL-PL), do sejmiku mazowieckiego Kazimierz Kłosiński z SD (ekonomista i wykładowca), Jacek Głuski (dziennikarz, pisarz i reżyser), Jerzy Zdrzałka (były wiceminister budownictwa i finansów), Marian Popis (były poseł SD, a także radny sejmiku I kadencji z ramienia SLD), Gabriel Janowski (szef Przymierza dla Polski, były minister rolnictwa i gospodarki żywnościowej oraz poseł), Krzysztof Oksiuta (sekretarz generalny SKL, były poseł) czy Andrzej Kościelny (burmistrz Podkowy Leśnej), do sejmiku podlaskiego Adam Czeczetkowicz (były rzecznik Krzysztofa Kononowicza), do sejmiku pomorskiego Czesław Nowak (były poseł PC, prezes stowarzyszenia Godność), zaś do rady powiatu piaseczyńskiego Grzegorz Kostrzewa-Zorbas (radny sejmiku mazowieckiego z ramienia Platformy Obywatelskiej, politolog i dziennikarz).
Krajowej Wspólnocie Samorządowej przypadł jeden mandat w sejmikach, który uzyskał w województwie pomorskim dotychczasowy radny wojewódzki PO Lech Żurek (przedstawiciel Samorządności, ugrupowania prezydenta Gdyni Wojciecha Szczurka). W województwie tym KWS przekroczyła próg wyborczy, uzyskując 5,04% głosów. W województwie mazowieckim KWS uzyskała 1,95% głosów, w województwie kujawsko-pomorskim 0,64% głosów, a w pozostałych województwach (śląskim, podlaskim, łódzkim, lubelskim, podkarpackim i małopolskim) poniżej 0,5% głosów (w dolnośląskim KWS wystawiła jedynie dwóch kandydatów do rad gmin). W województwie mazowieckim kandydaci związani z KWS uzyskali wiele mandatów radnych, a także szereg stanowisk włodarzy. W wyborach w 2014 ogólnopolski ruch nie został reaktywowany, a MWS wystawiła na Mazowszu własne listy.